# El Cocla
El Cocla è un comune (corregimiento) della Repubblica di Panama situato nel distretto di Calobre, provincia di Veraguas. Si estende su una superficie di 65,2 km² e conta una popolazione di 608 abitanti (censimento 2010).